# 式見村
式見村（しきみむら）は、長崎県の西彼杵半島にあった村。西彼杵郡に属した。1962年（昭和37年）に茂木町とともに長崎市に編入された。
現在の長崎市式見地区にあたる。

## 地理
西彼杵半島の南西部に位置し、南西の海岸線を角力灘に接する。『大村郷村記』によれば、当地は古くは「樒」「志幾見」とも表記され、地名の由来として植物のシキミが繁生していたとする説や、砂礫地を指す「シキ」と水や海を指す「ミ」を合わせ転訛したものとする説が云われている。
- 山：飯盛岳、矢筈山、舞岳
- 島嶼：神楽島
- 河川：式見川、相川
- 港湾：式見漁港

## 沿革
- 1889年（明治22年）4月1日 - 町村制施行により、西彼杵郡式見村が単独村制にて発足。
- 1962年（昭和37年）1月1日 - 茂木町とともに長崎市に編入し、自治体として消滅。

## 地名
郷を行政区域とする。式見村は1889年の町村制施行時に単独で自治体として発足したため、大字は無し。
- 相川郷
- 田舎郷
- 大崎郷
- 木場郷（こば）
- 本村郷
- 牧野郷
- 向郷